# Referéndum constitucional de Transnistria de 1995
El 24 de diciembre de 1995 se celebró un doble referéndum en Transnistria. Se preguntó a los votantes si aprobaban una nueva constitución y la pertenencia a la Comunidad de Estados Independientes. La nueva constitución preveía una república parlamentaria, un parlamento bicameral y referendos obligatorios para enmendar las secciones I, II y IV de la constitución. Ambas propuestas fueron aprobadas por más del 80% de los votantes.

## Resultados

### Nueva constitución
| Resultado                          | Votos | %    |
| ---------------------------------- | ----- | ---- |
| Sí                                 |       | 82.7 |
| No                                 |       | 17.3 |
| Total                              |       | 100  |
| Votantes registrados/particicación |       | 62.7 |
| Fuente: Democracia Directa         |       |      |

### Membresía de CIS
| Resultado                          | Votos | %    |
| ---------------------------------- | ----- | ---- |
| Sí                                 |       | 89.7 |
| No                                 |       | 10.3 |
| Total                              |       | 100  |
| Votantes registrados/particicación |       | 62.7 |
| Fuente: Democracia Directa         |       |      |